# 566 Dywizja Grenadierów Ludowych
566 Dywizja Grenadierów Ludowych - (niem. 566. Volks-Grenadier-Division) jedna z niemieckich dywizji grenadierów ludowych. Utworzona w sierpniu 1944 roku jako dywizja 32 fali mobilizacyjnej na poligonie Wildflecken z Dywizji Piechoty Röhn. Tworzenie jednostki nie zostało zakończone, już we wrześniu tego roku przemianowano ją na 363 Dywizję Grenadierów Ludowych.

## Skład
- 1156 pułk grenadierów (Grenadier-Regiment 1156)
- 1157 pułk grenadierów (Grenadier-Regiment 1157)
- 1158 pułk grenadierów (Grenadier-Regiment 1158)
- 1566 pułk artylerii (Artillerie-Regiment 1566)
- jednostki dywizyjne (Divisionseinheiten 1566)